# Simon Newcomb
Simon Newcomb (Wallace, 12 marzo 1835 – Washington, 11 luglio 1909) è stato un matematico e astronomo statunitense.
Fu premiato nel 1898 con la Medaglia Bruce.
Nel 1881 descrisse in American Journal of Mathematics quella che oggi è conosciuta come Legge di Benford.

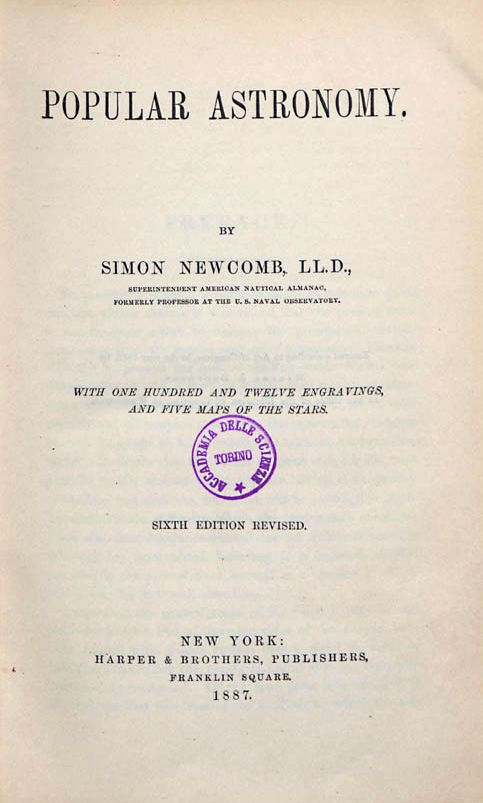
Popular astronomy, 1887

## Opere
- (EN) Popular astronomy, New York, Harper & Brothers, 1887.